# ويليام جيلمور ويبر
ويليام جيلمور ويبر (بالإنجليزية: William Gilmore Weber)‏ هو موسيقي أمريكي، ولد في 20 مايو 1963 في سينسيناتي في الولايات المتحدة.

## وصلات خارجية
- الموقع الرسمي
- ويليام جيلمور ويبر على موقع ميوزك برينز (الإنجليزية)
- ويليام جيلمور ويبر على موقع ديسكوغز (الإنجليزية)